# I. Szvjatopolk kijevi nagyfejedelem
I. Szvjatopolk Vlagyimirovics, más néven Átkozott Szvjatopolk ("Szvjatopolk Okajannij") keresztségben kapott nevén Péter (ószláv nyelven Свѧтопо́лкъ Влади́мировичь, 979? – 1019. július 24.), turovi fejedelem,  1015-től haláláig kijevi nagyfejedelem, a Rurik-dinasztia tagja. 

## Származása
A Nyesztor-krónika szerint apja a pogány I. Jaropolk fejedelem volt, anyja pedig egy volt görög apáca. Jaropolk és Vlagyimir öccse trónharcából az utóbbi került ki győztesen, Jaropolkot pedig varég zsoldosok megölték. Vlagyimir feleségül vette bátyja már terhes özvegyét, a megszülető Szvjatopolkot pedig saját fiaként nevelte és 988-ban Turov fejedelmévé tette. Más források viszont, a Novgorodi első krónika és Merseburgi Thietmar Vlagyimir fiának tartják Szvjatopolkot.
1008-ban vagy 1013-14 körül feleségül vette Bátor Boleszló lányát (neve nem ismert).
Az idősödő nagyfejedelem kedvenc fiát, Boriszt nevezte meg utódjául, amit a nála idősebb fiúk, főleg Szvjatopolk (aki bátyjai halála után a legidősebb volt) és Jaroszláv nehezményeztek és fel is lázadtak apjuk ellen. Emiatt 1013-ban Szvjatopolkot feleségével (és a vele érkezett Reinbern kołobrzegi püspökkel) együtt a Kijev melletti Visgorodban őrizetben tartották. A püspök meg is halt a fogságban. 

## Trónra lépése

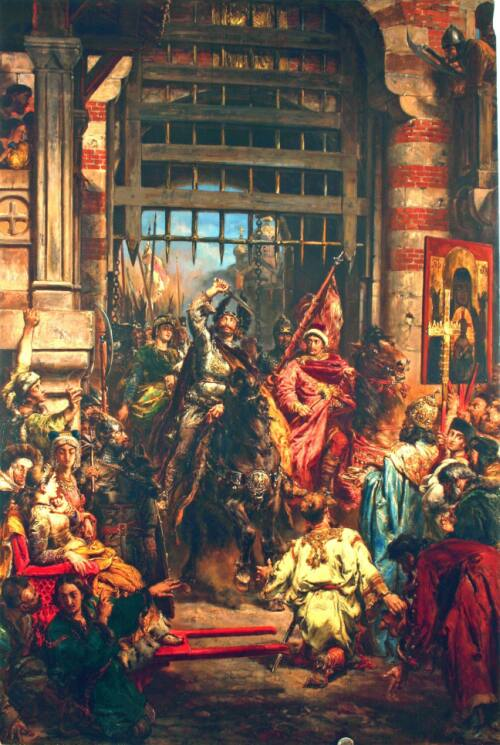
Bátor Boleszló és Szvjatopolk bevonulása Kijevbe (Jan Matejko, 1883).

1015. július 15-én Vlagyimir nagyfejedelem meghalt. Összes fia közül Szvjatopolk volt a legközelebb a fővároshoz, aki hamar megszerezte a nép és a bojárok támogatását és legidősebb fiúként elfoglalta a trónt. Ezüstpénzt is veretett, melyen saját arcképe és a mai ukrán címerben is látható villajelkép kétágú, kereszttel ellátott változata található.

## Harca Jaroszlávval
Még ugyanebben az évben meghalt Vlagyimir három fiatalabb fia, Borisz, Gleb és Szvjatoszláv. A Nyesztor-krónika Szvjatopolkot vádolja féltestvérei halálért, állítólag az ő emberei gyilkolták meg az első kettőt, Szvjatoszláv pedig Magyarországra menekült és ott halt meg. A skandináv Eymundarsaga (amely a Jaroszláv zsoldjába szegődött varégok történetét mondja el) alapján azonban egyes történészek azt is feltételezik, hogy Boriszt és Glebet (akiket Jaroszláv uralkodása idején mártíroknak és szenteknek tartottak) valójában Jaroszláv varég zsoldosai ölhették meg, mert a két fivér harcában Szvjatopolkot támogatták.   
1016-ban Jaroszláv novgorodi és varég harcosokból álló seregével délnek indult és a Dnyeper partján, Ljubecsnél megverte Szvjatopolk seregét, aki Lengyelországba menekült, és Jaroszláv kijevi nagyfejedelem lett. Szvjatopolk azonban erős támogatóra talált apósa, I. Boleszláv lengyel király személyében, aki csapatokkal sietett a segítségére, seregében lengyel katonák mellett német és magyar segédcsapatok is voltak. 1018-ban a Bug mellett vívott ütközetben  Jaroszláv vereséget szenvedett. Közben Szvjatopolk és I. Boleszláv között ellentét keletkezett, és a lengyelek kivonultak. Szvjatopolk a besenyőktől kapott segítséget, de 1019-ben az Alto folyónál, Perejaszlavl közelében Jaroszláv harcosai legyőzték. Valószínűleg komoly sebet kaphatott: a halál valahol Lengyelország és Csehország határvidékén érte.

## Fordítás
- Ez a szócikk részben vagy egészben  a(z)   Святополк Владимирович Окаянный című orosz Wikipédia-szócikk ezen változatának fordításán alapul.  Az eredeti cikk szerkesztőit annak laptörténete sorolja fel. Ez a jelzés csupán a megfogalmazás eredetét és a szerzői jogokat jelzi, nem szolgál a cikkben szereplő információk forrásmegjelöléseként.